# 恐怖の谷
『恐怖の谷』（きょうふのたに、原題：The Valley of Fear ）は、アーサー・コナン・ドイルによるシャーロック・ホームズシリーズの長編小説の一つである。『ストランド・マガジン』1914年9月号から1915年5月号初出。1914年からニューヨーク・トリビューン日曜版で連載。
2部構成となっており、第1部で事件の概要と解決に至るまでのホームズの推理を、第2部で事件の背景となった「恐怖の谷」と呼ばれるアメリカの炭鉱街・ペンシルベニア州ヴァーミッサ峡谷（Vermissa Valley）での事件を記している。日本語訳版では1部と2部の掲載順が逆になっているものもある。
シャーロック・ホームズの終生のライバルとされる、ジェームズ・モリアーティ教授が事件の黒幕にいるとされる。

## あらすじ
第1部
シャーロック・ホームズは、ポーロック（偽名）なる男から数字が羅列された暗号文を受け取り、その解読に当たった。ポーロックは策略に富む男で、ある大物犯罪者とのつながりがある、とホームズが言う。そこに書かれていたのは、バールストン館のダグラスという男に危険が差し迫っている、という内容だった。そこへロンドン警視庁のマクドナルド警部がやって来た。警部はテーブルの上にある解読された文章を見て驚いた。今朝、バールストンに住むジョン・ダグラスという男が惨殺されたことを知っていたのだ。マクドナルド警部は、現地警察のホワイト・メイスン警部からの要請で、ホームズをバールストンへ連れていくために来たのだった。
ジョン・ダグラスは、自分の屋敷の１階で、銃身を切り落として短くした散弾銃によって至近距離から頭を撃ち抜かれて殺されており、顔はめちゃめちゃになっていた。ダグラスは寝間着とガウン姿で、スリッパを履いていた。事件の第一発見者であるセシル・バーカーは、ロンドンに住んでいるのだが、よくこの屋敷を訪れていたという。バーカーは、ダグラスとはアメリカで知り合ったと話した。６人の召使たちも、事件には関係ないと思われた。バーカーの話によれば、寝室で暖炉のそばにいた夜11時半ころに銃声が聞こえたので、急いで降りてきて死体を発見したのだが、そこには誰もいなかったという。現場には、凶器となった散弾銃、暖炉の前に落ちていた金槌、「V・V 341」と書かれた紙きれ、窓敷居の上の血が付いた幅広の靴跡、カーテンの裏の足跡、そして片方しかない鉄亜鈴が残されていた。不思議なのは、死体の指にあったはずの結婚指輪が消えていて、金の指輪だけが残っていたことだった。結婚指輪の上に金の指輪をつけていたので、これでは金の指輪を外してから結婚指輪を抜いて、わざわざ金の指輪をつけ直したとしか考えられない。バールストンの屋敷周りには幅40フィートの堀があり、夕方6時には堀を渡るための橋を上げてしまうため、犯人は堀を泳いで逃げたとしか考えられないのだが、屋敷の周囲でずぶ濡れになった人間は見つからなかったという。
やがて屋敷近くの茂みに隠されている、汚れた自転車が見つかった。屋敷の者たちへの聞き取りを進める中で、ジョン・ダグラスがかつて「恐怖の谷」というところにいたらしいことが分かった。ダグラスが熱病でうなされたときに、支部長と呼ばれるある男の名前を口ばしったことも分かった。調査を続けるホームズと別れて、一人で屋敷内を散歩していたワトスンが見たものは、ベンチで談笑しているバーカーとダグラス夫人の姿だった。ダグラス夫人は、夫が死んだことも気にしていないようだった。いろいろ調査したホームズは、セシル・バーカーとダグラス夫人が、共謀して嘘をついているのではないかとワトスンに話した。ホームズが気にしていたのは、行方不明になっている鉄亜鈴の片方だ。彼は、ワトスンのこうもり傘を借りて屋敷に戻り、何かを探そうとした。
第2部
アメリカの活気こそあるがごみごみした炭鉱地帯、ヴァーミッサ渓谷に、30歳ぐらいの見慣れぬ男が現れる。
その男、ジャック・マクマードはシカゴでトラブル（贋金づくりの仲間とのいさかいによる殺人）を起こして逃げてきたと言い、全米に支部があるという労働者たちの秘密結社「自由民団」の団員であることから、ここの自由民団に入りたいという。しかしヴァーミッサ渓谷の自由民団は「スコウラーズ（The Scowrers）」と呼ばれる実質マフィアもしくはテロリストの集団となっていた。スコウラーズは周辺の企業から強制的に献金を募って資金源にすると、反抗的な企業や企業内で労働者の敵と見られる経営者や監督などを標的とした暴行や殺人を日常的に行っており、非団員の市民から人殺しの集団として恐れられ、ヴァーミッサ渓谷を恐怖の谷と化していた。
マクマードは最初のうちは会合に参加してなかったものの、「ここはよその自由民団と違う」と説明を受け、別の団員のボールドウィンとのいさかいもあり支部長のマギンティ議員の元に行き、スコウラーズとしての入団試験を受け、スコウラーズの暴力が支配する世界に入っていく。

## 年代について
第1部・第2部ともに年代が本編中で明記され、両者の間隔も明記されているが、それぞれに食い違いが生じている。
第1部は、第1部1章「警告」で地の文で「これは1880年代の終わりに差し掛かる頃の話」と言われている。
第2部は、第2部1章「その男」の冒頭で同じく地の文で「時は1875年2月4日」と言われている。
第1部の最後（第1部7章「解決」）では地の文で「（ここからの第2部は）歳月にして約20年、飛び越えることになる。」と言われている。
メタな視点でいうとこれはドイルのミスではなく意図的に書かれたものと考えられており、ピンカートン探偵社の活躍を描いた『モリー・マグワイヤーズと探偵たち』（The Mollie Maguires and the Detectives、1877年）を題材にしている可能性が高く、この実在したモリー・マグワイヤーズ事件（1876-78）と共通する要素が多いのでその辺に配慮してドイルが時代をずらしたと考えられている。
シャーロキアン達では「約20年」を重視して1部もしくは2部の年代をずらして解釈する場合と、「約20年飛び越える」を1部と2部の間ではなく「現在から」とするものがあり、前者の場合、2部側を基準にすると、1部が1895年頃になり（逆に1部側を基準にすると2部は南北戦争中になる）、事件の黒幕が1891年に死んでいるモリアーティ教授が黒幕であるという事実と矛盾してしまうため、モリアーティはこの事件に関与していなかったという解釈もある。
また、ワトスンはモリアーティについて、本作では聞いた事があるとしているが、1891年が舞台と明記されている「最後の事件」ではそれまで知らなかったとしているので「最後の事件」と「恐怖の谷」のモリアーティを別人（兄弟や襲名など）とする解釈もあり、変則例では「恐怖の谷」の方が時系列的にも後とするものもある。
一方後者の解釈は「20年ほど前」の基準を、ワトスンがこの事件について記述した時点とすることである。『恐怖の谷』の事件が起こったのは1880年代終わり、出版は1915年であるが、原稿はその間の1895年頃に作られたとする考え方である。

## 備考
- 『緋色の研究』や『四つの署名』と同じく2部構成を採っているが、事件の遠因を語った第2部も独立した推理小説として読める作りになっている。また第1部、第2部とも人間入れ替わりトリックが鍵になる。
- 「バールストン・トリック（バールストン・ギャンビット）」という該当人物を死で隠蔽するミステリ用語が本作から生まれた。
- 「自由民団」の支部を隠れ蓑にヴァーミッサを牛耳っていたならず者集団「スコウラーズ」とボスの州議員ジャック・マギンティは、ペンシルベニア州ポッツビルに実在したアイルランド人移民のグループ「モリー・マグワイアズ」とパトリック・ドーマー委員長をモデルにしている（ジム・トンプスンが全く同一の町を基にした小説「ポップ1280」を1964年にアメリカで執筆した）。
第2部の潜入捜査も「ニューヨーク中央探偵局」の「ジャック・マクマードこと探偵バーディ・エドワーズ」は実際に「ジェームス・マッケンナ」という名前で潜入捜査を行ったピンカートン探偵社のジェームズ・マクパーランドがモデルとされている[4]。